# Передник, Хорхе Сантьяго
Хорхе Сантьяго Передник (исп. Jorge Santiago Perednik; 29 января 1952, Буэнос-Айрес — 23 декабря 2011) — аргентинский поэт, переводчик и редактор.
С 1991 г. возглавлял программу по изучению поэзии в Университете Буэнос-Айреса. В 1980—1997 г. редактор журнала XUL. Signo viejo y nuevo — ведущего органа новейшей аргентинской поэзии. Составил влиятельные собрания «Новая аргентинская поэзия, во время диктатуры (1976—1983)» (исп. Nueva Poesía Argentina, durante la dictadura (1976—1983); 1989) и «Малая антология аргентинской поэзии» (исп. Pequeña antología de la poesía argentina; 2004).
Стихи Передника отличаются сочетанием формального эксперимента и социально-политической критики. Помимо собственных стихотворных книг опубликовал отдельными изданиями очерки о конкретной поэзии (исп. Poesía Concreta; 1982) и «Фрейд и фантазия поэта» (исп. Freud y la fantasía del poeta; 1992). Рассматривал поэзию как один из инструментов внутреннего культурного сопротивления режиму военной диктатуры в стране, говорил по этому поводу: «Борьба невозможна, и поэтому она продолжается».
Перевёл на испанский язык трактат Джона Мильтона «Ареопагитика» (1982), эссе Жака Деррида «Что это такое, поэзия?» (1995), эссе Филиппа Соллерса, книги стихов Уильяма Карлоса Уильямса (1988), Э. Э. Каммингса (1995), Чарльза Олсона (1996), антологию североамериканской поэзии XX века (1983).
Кроме того, в 2006 г. совместно с журналистом Серхио Буфано опубликовал «Словарь оскорблений» (исп. Diccionario de la injuria), в который вошли около 3000 оскорбительных слов и выражений, употребляемых в Испании и Латинской Америке.

## Книги стихов
- Los mil micos (1979)
- El cuerpo del horror (1981)
- El shock de los lender (1985)
- Un pedazo del año (1986)
- El fin del no (1991)
- Variaciones pad-in (1996)
- La desconocida — Circo macedonista sobre Adriana Buenos Aires (1998),
- El gran derrapador (2002)
- El todo, la parte (2005)
- La querella de los gustos (2006)